# ’O surdato ’nnammurato
’O surdato ’nnammurato (wym. /o surˈdɑːtə nːamːuˈrɑːtə/; tłum. zakochany żołnierz) – pieśń neapolitańska skomponowana przez Enrico Cannio w 1915 roku, a tekst napisał Aniello Califano.
Tekst piosenki „’O surdato ’nnammurato” to słowa wypowiadane przez żołnierza będącego na froncie I wojny światowej. Podmiot liryczny kieruje je w stronę swojej ukochanej. Żołnierz wyraża w utworze swoją miłość do dziewczyny i to, że pragnie mieć ją blisko siebie.
Utwór jest wykorzystywany jako sportowy hymn przez kibiców włoskiego klubu piłkarskiego SSC Napoli.

## Tekst
Staje luntana da stu core
e a te volo cu ’o penziero:
niente voglio e niente spero
ca tenerte sempe a ffianco a me!
Si’ sicura ’e chist’ammore
comm’i’ so’ sicuro ’e te…
Oje vita, oje vita mia…
oje core ’e chistu core…
si’ stata ’o primmo ammore…
e ’o primmo e ll’ùrdemo sarraje pe’ me!
Quanta notte nun te veco,
nun te sento ’int’a sti bbracce,
nun te vaso chesta faccia,
nun t’astregno forte ’mbraccio a me?
Ma, scetánnome ’a sti suonne,
mme faje chiagnere pe’ te…
Oje vita […]
Scrive sempe e sta’ cuntenta:
io nun penzo che a te sola…
Nu penziero mme cunzola,
ca tu pienze sulamente a me…
’A cchiù bella ’e tutt’e bbelle,
nun è maje cchiù bella ’e te!
Oje vita […]

## Wykonawcy piosenki
- 1958: Mario Lanza – Mario![5]
- 1962: Sergio Franchi – Romantic Italian Songs[6]
- 1963: Franco Corelli – Sings More Neapolitan Songs[7]
- 1965: Giuseppe Di Stefano – Neapolitan Songs[8]
- 1971: Anna Magnani – film La sciantosa[9]
- 1972: Massimo Ranieri (na żywo)[10]
- 1979: Luciano Pavarotti – ’O sole mio (Favorite Neapolitan Songs)[11]
- 1998: Luciano Pavarotti i the Corrs (częściowo po angielsku)[10]
- 2008: Andrea Bocelli – "Incanto"[12]
- 2011: Vittorio Grigolo – "Arrivederci"[13]